# Crispi (Argentina)
Crispi es una localidad argentina ubicada en el departamento San Martín de la provincia de Santa Fe. Su principal vía de comunicación es la ruta provincial 64, que la vincula al oeste con la ruta 20 y al este con Sastre, y su principal actividad económica la agricultura

## Infraestructutra
Cuenta con una escuela de nivel secundario. El Club Social y Deportivo Crispi es el único del poblado, data de 1935. El primer templo católico data de 1909, el actual comenzó a construirse en 1945.

## Historia
El 2 de septiembre de 1892 el irlandés Roberto W. Traill resuelve colonizar tierras en el oeste santafesino, dando inicio a la localidad de Crispi. Los primeros habitantes fueron inmigrantes italianos provenientes de la región de Piamonte.

La elección del nombre, opinan que fue debido a un homenaje que le tributaron a Francisco Crispi las primeras familias, en su mayoría italianas, instaladas en esta zona. otros, en cambio, cuentan que un señor de apellido Wildermuth negociante de tierras, llegó hasta aquí para realizar la venta de algunos lotes y para obtener mayores beneficios trajo a las primeras familias que comenzaron a hacerlos producir. Wildermucth había conocido en Europa a Francisco Crispi y bautizó a este lugar con su apellido en homenaje a la vieja amistad que los unía. 
Francisco Crispi era un político italiano que participó en las luchas por la unificación italiana, fue presidente del consejo de Ministros de 1887 hasta 1896, y participó de la Triple Alianza.

## Población
Cuenta con 591 habitantes (Indec, 2010), lo que representa un descenso frente a los 656 habitantes (Indec, 2001) del censo anterior.
| Gráfica de evolución demográfica de Crispi entre 1991 y 2010 |
|                                                              |
| Fuente: Censos nacionales del INDEC                          |